# Can Terrades del Molí
Can Terrades del Molí és una masia de Dosrius (Maresme) inclosa en l'Inventari del Patrimoni Arquitectònic Català. La finca de can Terrades era una important propietat amb vinyes, terrenys boscosos i camps de conreu. En l'actualitat és un restaurant.
La masia és de planta rectangular, consta de planta baixa i pis amb coberta a dues aigües. Conserva un portal rodó de dovelles grans i finestres de pedra, amb llindes, del segle xvii. Ha estat reformada i actualment és un restaurant. L'edifici, que es troba reformat, està construït damunt d'una plataforma elevada delimitada amb murs de paredat arrebossats. El volum principal està format per dos cossos adossats amb les cobertes de teula àrab de dues vessants i els careners paral·lels a la façana principal, orientada a migdia.
Tot i que el fogatge de 1497 esmenta el topònim "Tarrades", la primera referència documental directa de la masia apareixeria en una relació de les cases que existien a Dosrius consultada, a finals del segle xix, pel rector Gaietà Viaplana. Abans hi ha diverses referències al topònim tot i que a Dosrius hi havia diferents masies amb aquest nom. És en el llistat del s.XIX hi apareix "Terrades del Molí".